# Great Glemham
Great Glemham – wieś w Anglii, w hrabstwie Suffolk, w dystrykcie East Suffolk. Leży 25 km na północny wschód od miasta Ipswich i 133 km na północny wschód od Londynu.